# Heimdallur
Heimdallur er en islandsk politisk ungdomsforening for tilhængere af Selvstændighedspartiet i Reykjavík. Foreningen er stiftet 16. februar 1927 som en forening for unge nationalsindede konservative; den er dermed to år ældre end sit moderparti og Islands ældste politiske ungdomsorganisation. Heimdallur har 7,000 medlemmer i alderen 15-35 år. En lang række af Selvstændighedspartiets senere formænd og statsministre har siddet i ledelsen af Heimdallur.
Den nuværende formand er Albert Guðmundsson, mens Ragnhildur Alda María Vilhjálmsdóttir er næstformand.

## Formænd
- Jóhann Hafstein
- Ingvar Smári Birgisson
- Albert Guðmundsson